# Csánky Dénes
Csánky Dénes (Budapest, 1885. április 29. – São Paulo, 1972. június 27.) magyar festőművész, múzeumigazgató, a zsidóktól elrabolt műkincsekért felelős kormánybiztos, Csánki Dezső történész fia.

## Élete
A budapesti Iparművészeti Iskolában és a Müncheni Képzőművészeti Akadémián tanult, majd jogot hallgatott a Budapesti Tudományegyetemen. Ezt követően hosszabb ideig Berlinben és Hollandiában tartózkodott. 1910 és 1912 között a Műemlékek Országos Bizottságának titkára, 1912-től 1922-ig a Fővárosi Múzeum igazgatóhelyettes volt. Az általa 1921-ben berendezett a Gróf Zichy Jenő Múzeumot 1922 és 1933 között igazgatta, majd 1933–34-ben az általa létrehozott Székesfővárosi Képtár igazgatója lett. 1934-ben a Vallás- és Közoktatásügyi Minisztérium őt kérte fel a megbízásából a II. Nemzeti Képzőművészeti Kiállítás megrendezésére. 1935 januárjában a Fővárosi Múzeumok központi igazgatója, 1935 júliusában az Országos Magyar Szépművészeti Múzeum főigazgatója lett. 1937 és 1944 között az Országos Magyar Szépművészeti Múzeum Évkönyvét szerkesztette. 1944-ben kinevezték a lefoglalt zsidó műkincsek kormánybiztosává, 1944 végén pedig a Szálasi-kormány utasításának megfelelően ő szervezte meg, hajtotta végre a Szépművészeti Múzeum anyagának és az oda beszállított műkincseknek Németországba történő elszállítását. A második világháborút követően külföldön maradt, 1945–48-ban egy, a németországi Chiemsee melletti faluban, majd 1948–49-ben Freiburgban élt, míg végül 1949-ben családjával együtt véglegesen kiköltözött a brazíliai São Paulóba.

## Festői munkássága
Víz- és olajfestményeivel 1906-tól szerepelt kiállításokon, gyűjteményes kiállítást rendezett műveiből 1919-ben, 1920-ban és 1925-ben a budapesti Nemzeti Szalon, és 1934-ben a Műcsarnok. Eleinte zsánerképeket festett és a régi holland festészet hatásáról tanúskodó figurális akvarelleket készített, majd egyre inkább a magyar tájjal, elsősorban az Alfölddel foglalkozott, és az 1920-as évek közepétől már csak tájképeket festett. Több képet is festett a Székesfővárosi Üdülőtelepről. Mintegy 400 vízfestmény-miniatűrt készített az ekkortájt bontásra ítélt számtalan régi Pest-Budai épületről. Az akvarellek festését Brazíliában is folytatta.

## Díjai, elismerései
- Esterházy akvarelldíj (1916)
- Halmos Izor-díj (1921)
- Pállik Béla-díj (1922)
- Szinyei Merse Társaság tájképdíja (1925)
- a barcelonai kiállítás aranyérme (1929)
- a „Céhbeliek” Magyar Képzőművészek Társasága aranyérme (1932)
- állami aranyérem (1934)
- Corvin-koszorú (1938)

## Emlékezete
- Alakja felbukkan (említés szintjén) Kondor Vilmos magyar író Budapest novemberben című bűnügyi regényében.